# Danh sách đĩa nhạc của Wanna One
Danh sách đĩa nhạc của nhóm nhạc nam Hàn Quốc Wanna One bao gồm một album phòng thu, hai mini-album, một album tái phát hành, một album đặc biệt và sáu đĩa đơn. Wanna One được thành lập vào ngày 16 tháng 6 năm 2017 bởi công ty Stone Music Entertainment thông qua chương trình truyền hình thực tế sống còn PRODUCE 101 Mùa 2 của kênh truyền hình Mnet và được quản lý bởi công ty Swing Entertainment. Wanna One ra mắt vào ngày 7 tháng 8 năm 2017 thông qua việc phát hành mini-album đầu tiên mang tên "1X1=1 (To Be One)" và đĩa đơn "Energetic".

## Album phòng thu
| Tên                      | Chi tiết | Thứ hạng cao nhất | Thứ hạng cao nhất | Thứ hạng cao nhất | Thứ hạng cao nhất | Doanh số                     | Chứng nhận          |
| Tên                      | Chi tiết | KOR               | JPN               | JPN Hot.          | US World          | Doanh số                     | Chứng nhận          |
| ------------------------ | --- | ----------------- | ----------------- | ----------------- | ----------------- | ---------------------------- | ------------------- |
| 1¹¹=1 (POWER OF DESTINY) | - Phát hành: Ngày 19 tháng 11 năm 2018 - Hãng đĩa: Swing Entertainment, Stone Music Entertainment - Định dạng: CD, Tải nhạc số, Kihno | 1                 | 3                 | 35                | 12                | - KOR: 729,748 - JPN: 96,304 | - KMCA: 2× Bạch kim |

## Mini-album
| Tên                                                                                       | Chi tiết | Thứ hạng cao nhất | Thứ hạng cao nhất | Thứ hạng cao nhất | Thứ hạng cao nhất | Thứ hạng cao nhất | Doanh số                                               | Chứng nhận          |
| Tên                                                                                       | Chi tiết | KOR               | FRA               | JPN               | JPN Hot.          | US World          | Doanh số                                               | Chứng nhận          |
| ----------------------------------------------------------------------------------------- | --- | ----------------- | ----------------- | ----------------- | ----------------- | ----------------- | ------------------------------------------------------ | ------------------- |
| 1X1=1 (TO BE ONE)                                                                         | - Phát hành: Ngày 7 tháng 8 năm 2017 - Hãng đĩa: YMC Entertainment, Stone Music Entertainment - Định dạng: CD, Tải nhạc số  | 1                 | 151               | 4                 | 6                 | 3                 | - KOR: 801,162 - JPN: 45,709 - US: 2,000 - CHN: 90,000 | ―                   |
| 0+1=1 (I PROMISE YOU)                                                                     | - Phát hành: Ngày 19 tháng 3 năm 2018 - Hãng đĩa: YMC Entertainment, Stone Music Entertainment - Định dạng: CD, Tải nhạc số | 1                 | —                 | 2                 | 32                | 10                | - KOR: 785,020 - JPN: 53,515 - CHN: 76,466             | - KMCA: 3× Bạck kim |
| "—" cho biết album không lọt vào bảng xếp hạng hoặc không được phát hành tại khu vực này. | |                   |                   |                   |                   |                   |                                                        |                     |

## Album tái phát hành
| Tên                         | Chi tiết | Thứ hạng cao nhất | Thứ hạng cao nhất | Thứ hạng cao nhất | Thứ hạng cao nhất | Doanh số                                    |
| Tên                         | Chi tiết | KOR               | JPN               | JPN Hot.          | US World          | Doanh số                                    |
| --------------------------- | --- | ----------------- | ----------------- | ----------------- | ----------------- | ------------------------------------------- |
| 1-1=0 (NOTHING WITHOUT YOU) | - Phát hành: Ngày 13 tháng 11 năm 2017 - Hãng đĩa: YMC Entertainment, Stone Music Entertainment - Định dạng: CD, Tải nhạc số | 1                 | 8                 | 51                | 12                | - KOR: 656,747 - JPN: 35,301 - CHN: 166,801 |

## Album đặc biệt
| Tên               | Chi tiết | Thứ hạng cao nhất | Thứ hạng cao nhất | Thứ hạng cao nhất | Doanh số                     | Chứng nhận          |
| Tên               | Chi tiết | KOR               | JPN               | US World          | Doanh số                     | Chứng nhận          |
| ----------------- | --- | ----------------- | ----------------- | ----------------- | ---------------------------- | ------------------- |
| 1÷χ=1 (UNDIVIDED) | - Phát hành: Ngày 4 tháng 6 năm 2018 - Hãng đĩa: Swing Entertainment, Stone Music Entertainment - Định dạng: CD, Tải nhạc số | 1                 | 2                 | 8                 | - KOR: 644,771 - JPN: 70,140 | - KMCA: 2× Bạch kim |

## Đĩa đơn (Singles)
| Tên                                                                                         | Năm  | Thứ hạng cao nhất | Thứ hạng cao nhất | Thứ hạng cao nhất | Thứ hạng cao nhất | Doanh số                     | Album                       |
| Tên                                                                                         | Năm  | KOR               | KOR Hot           | JPN Hot.          | US World          | Doanh số                     | Album                       |
| ------------------------------------------------------------------------------------------- | ---- | ----------------- | ----------------- | ----------------- | ----------------- | ---------------------------- | --------------------------- |
| "Energetic"                                                                                 | 2017 | 1                 | 2                 | —                 | 6                 | - KOR: 1,018,134 - US: 9,000 | 1X1=1 (To Be One)           |
| "Beautiful"                                                                                 | 2017 | 1                 | 1                 | —                 | 15                | - KOR: 667,145               | 1-1=0 (Nothing Without You) |
| "I Promise You (I.P.U.)"                                                                    | 2018 | 5                 | 2                 | 78                | —                 | —                            | 0+1=1 (I Promise You)       |
| "Boomerang"                                                                                 | 2018 | 3                 | 1                 | —                 | —                 | —                            | 0+1=1 (I Promise You)       |
| "Light"                                                                                     | 2018 | 2                 | 3                 | —                 | —                 | —                            | 1÷x=1 (Undivided)           |
| "Spring Breeze"                                                                             | 2018 | 3                 | 1                 | —                 | —                 | —                            | 1¹¹=1 (Power of Destiny)    |
| "—" cho biết đĩa đơn không lọt vào bảng xếp hạng hoặc không được phát hành tại khu vực này. |      |                   |                   |                   |                   |                              |                             |

## Các bài hát lọt vào bảng xếp hạng khác
| Tên                                                   | Năm  | Thứ hạng cao nhất | Thứ hạng cao nhất | Doanh số       | Album                       |
| Tên                                                   | Năm  | KOR               | KOR               | Doanh số       | Album                       |
| Tên                                                   | Năm  | Gaon              | Hot               | Doanh số       | Album                       |
| ----------------------------------------------------- | ---- | ----------------- | ----------------- | -------------- | --------------------------- |
| "Burn It Up" (활할)                                   | 2017 | 4                 | 9                 | - KOR: 590,280 | 1X1=1 (To Be One)           |
| "Wanna Be (My Baby)"                                  | 2017 | 7                 | 8                 | - KOR: 376,019 | 1X1=1 (To Be One)           |
| "Always" (Acoustic version)                           | 2017 | 10                | 33                | - KOR: 175,529 | 1X1=1 (To Be One)           |
| "To Be One" (Intro)                                   | 2017 | 18                | 44                | - KOR: 108,710 | 1X1=1 (To Be One)           |
| "갖고 싶어"                                           | 2017 | 3                 | 2                 | - KOR: 293,485 | 1-1=0 (Nothing Without You) |
| "Twilight"                                            | 2017 | 7                 | 3                 | - KOR: 204,632 | 1-1=0 (Nothing Without You) |
| "Nothing Without You" (Intro)                         | 2017 | 14                | 4                 | - KOR: 109,566 | 1-1=0 (Nothing Without You) |
| "To Be One" (Outro)                                   | 2017 | 25                | 6                 | - KOR: 67,723  | 1-1=0 (Nothing Without You) |
| "Energetic" (Prequel Remix)                           | 2017 | 28                | 5                 | - KOR: 64,781  | 1-1=0 (Nothing Without You) |
| "Burn It Up" (Prequel Remix)                          | 2017 | 29                | 7                 | - KOR: 63,495  | 1-1=0 (Nothing Without You) |
| "Gold"                                                | 2018 | 32                | 3                 | —              | 0+1=1 (I Promise You)       |
| "I'll Remember" (너의 이름을)                         | 2018 | 39                | 4                 | —              | 0+1=1 (I Promise You)       |
| "Day by Day" (보여)                                   | 2018 | 44                | 5                 | —              | 0+1=1 (I Promise You)       |
| "We Are"                                              | 2018 | 50                | 6                 | —              | 0+1=1 (I Promise You)       |
| "I Promise You" (Propose Ver.) (약속해요 (고백 Ver.)) | 2018 | 51                | 7                 | —              | 0+1=1 (I Promise You)       |
| "Kangaroo" (캥거루)                                   | 2018 | 6                 | 4                 | —              | 1÷x=1 (Undivided)           |
| "Hourglass" (모래시계)                                | 2018 | 9                 | —                 | —              | 1÷x=1 (Undivided)           |
| "Forever and a Day" (영원+1)                          | 2018 | 12                | 9                 | —              | 1÷x=1 (Undivided)           |
| "11"                                                  | 2018 | 17                | 11                | —              | 1÷x=1 (Undivided)           |
| "One's Place" (집)                                    | 2018 | 19                | 2                 | —              | 1¹¹=1 (Power of Destiny)    |
| "Flowerbomb" (불꽃놀이)                               | 2018 | 20                | 3                 | —              | 1¹¹=1 (Power of Destiny)    |
| "One Love" (묻고싶다)                                 | 2018 | 25                | 4                 | —              | 1¹¹=1 (Power of Destiny)    |
| "Hide and Seek" (술래)                                | 2018 | 27                | 5                 | —              | 1¹¹=1 (Power of Destiny)    |
| "Deeper"                                              | 2018 | 30                | 6                 | —              | 1¹¹=1 (Power of Destiny)    |
| "Beautiful (Part II)"                                 | 2018 | 31                | 7                 | —              | 1¹¹=1 (Power of Destiny)    |
| "Awake!"                                              | 2018 | 36                | 8                 | —              | 1¹¹=1 (Power of Destiny)    |
| "Pine Tree" (소나무)                                  | 2018 | 38                | 9                 | —              | 1¹¹=1 (Power of Destiny)    |
| "Destiny (Intro)"                                     | 2018 | 51                | 10                | —              | 1¹¹=1 (Power of Destiny)    |

## Video âm nhạc

### Video âm nhạc được xem nhiều nhất
| Xếp hạng | Tên video âm nhạc              | Lượt xem (tính đến ngày 26 tháng 6 năm 2023) | Ngày phát hành       |
| -------- | ------------------------------ | -------------------------------------------- | -------------------- |
| 1        | ENERGETIC                      | 162.819.753                                  | 7 tháng 8 năm 2017   |
| 2        | BOOMERANG                      | 75.584.533                                   | 19 tháng 3 năm 2018  |
| 3        | BEAUTIFUL (Performance ver.)   | 69.656.149                                   | 20 tháng 11 năm 2017 |
| 4        | I.P.U (Special Theme Track)    | 43.471.210                                   | 5 tháng 3 năm 2018   |
| 5        | BURN IT UP (Extended Ver.)     | 38.920.820                                   | 10 tháng 8 năm 2017  |
| 6        | SPRING BREEZE                  | 41.093.890                                   | 19 tháng 11 năm 2018 |
| 7        | LIGHT                          | 31.350.361                                   | 4 tháng 6 năm 2018   |
| 8        | BEAUTIFUL (Movie ver.)         | 13.408.987                                   | 13 tháng 11 năm 2017 |
| 9        | WANNA BE (MY BABY) (Live Ver.) | 8.295.110                                    | 30 tháng 8 năm 2017  |
| 10       | ENERGETIC (Performance Ver.)   | 8.206.787                                    | 19 tháng 8 năm 2017  |